# Al-Muzaffar Yusuf Ier
Al-Muzaffar Yusuf Ier, né en 1222 à La Mecque et mort en 1295 au Ta'izz, est un sultan. Il est issu de la dynastie des Rassoulides et est le fils de Nûr al-Din Umar.

## Biographie
Son père Nûr al-Din Umar se fait investir sultan du Yémen par le Calife Al-Mustansir (Abbasside) en 1235. Al-Muzaffar Yusuf Ier prend sa suite en 1250.

## Règne
C'est sous son règne que le pouvoir Rassoulides connu son expansion maximale. Il développa la flotte afin de devenir une puissance maritime influente dans la mer rouge et contrôlé le commerce avec l'Inde. Il développa par ailleurs l’administration notamment fiscale permettant au sultanat de s'enrichir. Il meurt en 1295 en laissant le pouvoir à son fils Al-Ashraf Umar II (1295-1296).